# 福市遺跡
座標: 北緯35度24分8.9秒 東経133度22分5.7秒 / 北緯35.402472度 東経133.368250度

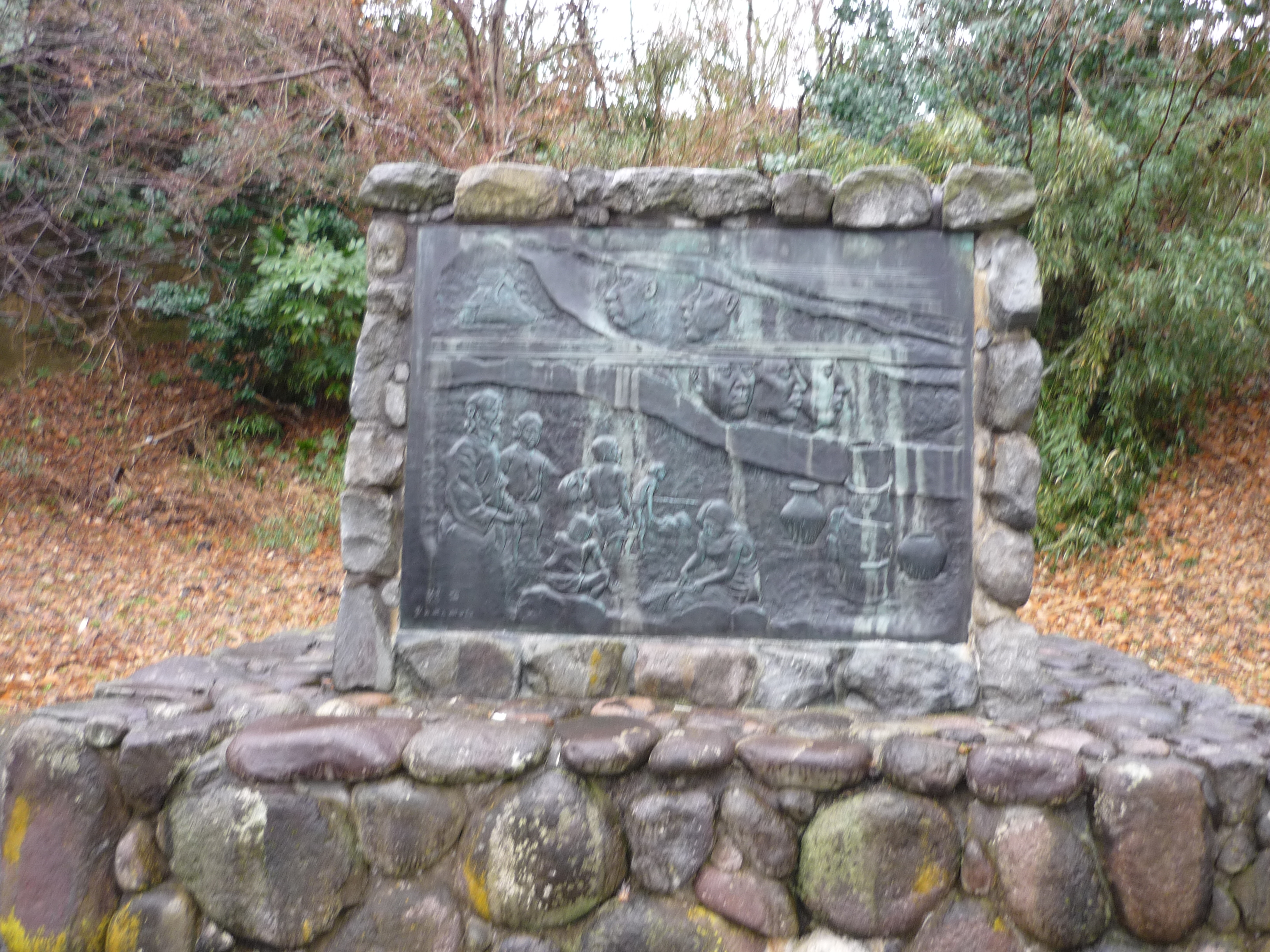
福市遺跡モニュメント

福市遺跡（ふくいちいせき）は、鳥取県米子市福市、通称「長者原台地」上に所在する弥生時代後期から古墳時代中期を中心とする集落遺跡・複合遺跡。国の史跡に指定されている。

## 概要
1966年（昭和41年）～1968年（昭和43年）、住宅団地造成工事に先立つ発掘調査によって発見された。山陰で初めて住民による遺跡の保存運動が起こり、当該地方の建物構造と集落の変遷がわかる集落跡として、1970年（昭和45年）10月17日に吉塚地区と日焼山地区の39,414平方メートルが国の史跡に指定された。
東西500メートル、南北400メートルの範囲から、竪穴建物跡・土壙墓・古墳・横穴墓などの遺構が217基検出され、居住域と墓域が分離されている。竪穴建物の形態が円形から方形に変わる様子や、10棟前後を単位とする特徴がある。遺物は、土器、石器（石斧・敲石・石台等）など約35,000点が出土した。中でも大型の甑形土器、獣形ミニチュア土器、コマ形紡錘車、鶏形土器、子持勾玉、破鏡など、集落遺跡では珍しいものもみられる。
遺跡は環境整備（公園化）がはかられ、福市考古資料館にて遺物が収蔵・展示されている。隣接して史跡青木遺跡が所在する。